# Ulrike Prokop
Ulrike Prokop, född 1945 i Kiel, är en tysk pedagog.
Prokop blev 1990 professor i socialpsykologi vid Marburgs universitet. Hennes skrift Weiblicher Lebenszusammenhang (1976; "Kvinnors livssammanhang") väckte stort intresse inom den nordiska kvinnoforskningen. I denna skrift menar hon att de politiska strategierna inom kvinnorörelsen är alltför begränsade för att aktivera kvinnorna. Med utgångspunkt i kritisk teori och psykoanalys hävdar hon att "omåttliga önskningar" och "uteblivna protester" är förenliga uttryck i kvinnors liv. Förklaringen till detta ligger enligt henne i den behovsorientering som utvecklas i vardagslivets kvinnliga sammanhang. Under senare år har hon ägnat sig åt workshops och litterär interpretation av kvinnliga livsutkast (Lebensentwürfe), såväl historiska som dagsaktuella.